# 打田だいご
打田 だいご（だだ だいご、1999年1月11日 - ）は、日本の男性YouTuber、TikToker。O型。

## 来歴
- 2014年
  - 高校1年生のときにギターを始め、独学で作曲も始める。

- 2017年
  - 4月 - 大学に入学。

- 2019年
  - 12月 - ArtPoolRecordsに所属。

- 2021年
  - 3月 - 大学を卒業。
  - 4月 - 銀行に就職するも、音楽の道を諦められず退職。
  - 7月 - 現ASOBI同盟のとくみくすと初コラボ動画を投稿。

- 2022年
  - 11月 - ASOBI同盟のりみーと初コラボ動画を投稿。

- 2025年
  - 4月 - ファンクラブを開設[3]。

## 人物
- 2歳下の妹が1人いる。
- 「だいご」という名前は本名である。
- アコースティックギターを叩きながら演奏するスラム奏法という弾き方を行う。
- 靴の大きさは30cmである[4]。
- 幼稚園の年長から高校3年生までサッカーをしていた。

## ディスコグラフィ

### 配信限定シングル
| 発売日        | タイトル                          | 作詞 | 作曲 | レーベル |
| ------------- | --------------------------------- | ---- | ---- | -------- |
| 2022年8月20日 | ひとりよがりに、さよなら          |      |      |          |
| 2024年8月25日 | 妹に嫌われました(feat.あづちゃん) |      |      |          |

## 受賞歴
- YouTube Creator Awards 銀の盾(Silver Creator Award)